# Johann Michael Keller der Jüngere
Johann Michael Keller der Jüngere (* 16. Juni oder 16. Juli 1721 in Neckarsulm; † 11. August 1794 ebenda) war Architekt, Baumeister der Deutschordensballei Franken sowie Stadtbaumeister der Freien Reichsstadt Schwäbisch Gmünd.

## Leben
Als Sohn des Baumeisters Johann Michael Keller der Ältere und Neffe des Baumeisters der Deutschordensballei Franken Franz Keller wurde auch Johann Michael Keller der Jüngere  Baumeister. Nachdem Keller vermutlich durch den Deutschorden nach Schwäbisch Gmünd vermittelt worden war, begann seine Bautätigkeit dort 1753. Neben unzähligen Profanbauten baute und erneuerte er viele Sakralbauten. Wohl schon in seiner Lehrzeit kam er mit dem Baumeister Balthasar Neumann in Berührung. Nach dessen Tod wurde er an der Abtei Neresheim mehrmals mit Arbeiten betraut.
Kellers Arbeit in Schwäbisch Gmünd zeichnet sich, vor allem auch bei den bürgerlichen Profanbauten, durch den Zuschnitt der fürstlich-repräsentativen Bauweise des Barocks und Rokokos auf die bürgerlichen Ansprüche der Bürgerschaft in der Reichsstadt aus. Die Zurückhaltung in der Dekoration der Häuser kompensierte er oft durch Farbe, wodurch zum Beispiel in Gmünd Bezeichnungen wie „Rotes Haus“, „Gelbes Haus“ usw. entstanden. Weiter ist für seine Bauweise charakteristisch, dass er bei seinen unzähligen Neubauten meist vorhandene Fundamente von Vorgängerbauten nutze.

## Werke (Auswahl)
| Bauzeit         | Bauwerk | Bild |
| --------------- | --- | ---- |
| 1753–1760       | Pfarrkirche St. Martinus Erlenbach                                                                                              |      |
| 1756–58         | Augustinerkirche Schwäbisch Gmünd                                                                                               |      |
| 1760, 1783–1785 | Zuerst als Haus des Kaufmanns Melchior Debler erbaut, anschließend zu Rathaus der Freien Reichsstadt Schwäbisch Gmünd umgebaut. |      |
| 1761            | Wildanger Haus, später Patrizier                                                                                                |      |
| 1762–64         | Predigerkirche Schwäbisch Gmünd                                                                                                 |      |
| 1764–65         | Konventbau des Franziskanerklosters Schwäbisch Gmünd                                                                            |      |
| 1764–65         | Wallfahrtskirche St. Maria, Unterkochen                                                                                         |      |
| 1764–65         | Kapitelshaus (Schwäbisch Gmünd)                                                                                                 |      |
| 1765–1767       | Stadtkirche Aalen |      |
| 1765–1768       | Klosterneubau des Klösterle in Schwäbisch Gmünd                                                                                 |      |
| 1770            | Kaplaneihaus an der Wallfahrtsstätte St. Salvator Schwäbisch Gmünd                                                              |      |
| 1771            | Evangelische St. Vituskirche in Türkheim (Geislingen)                                                                           |      |
| 1773            | Büchler-Wildanger-Haus |      |
| 1774            | Friedhofskapelle (früher auch Muttergotteskapelle) in Lauterstein                                                               |      |
| 1774–1776       | Evangelische Stephanuskirche Alfdorf                                                                                            |      |
| 1775–77         | Barockisierung der Leonhardskirche Schwäbisch Gmünd                                                                             |      |
| 1776–77         | Pfarrhaus der Ebnater Pfarrkirche Mariä Unbefleckte Empfängnis                                                                  |      |
| 1782            | Neubau des Hauses Bocksgasse 20 (ehemaliges Mutterhaus der Vinzentinerinnen von Untermarchtal)                                  |      |
| 1783–85         | Pfarrkirche Mariä Himmelfahrt in Lautern, im Auftrag des Schwäbisch Gmünder Spitals                                             |      |